# Gina Smith
Gina Smith, född den 11 november 1957 i Saskatoon, Kanada, är en kanadensisk ryttare.
Hon tog OS-brons i lagtävlingen i dressyr i samband med de olympiska ridsporttävlingarna 1988 i Seoul.